# 大深町
大深町（おおふかちょう）は、大阪府大阪市北区の町名。丁番を持たない単独町名である。梅田の北側に位置していることから、当地における再開発地区は「うめきた」と呼ばれている。

## 概要
大阪駅の北側に位置し、東は芝田、南は梅田、南西は福島・大淀南、北西は中津に隣接する。阪急電鉄の大阪梅田駅からもほど近い。 当地の知名度が高くないため、「梅田」や「うめきた」と呼ばれることの方が一般的である
もともとは広大な梅田貨物駅が広がる土地であったが、再開発によって発展が著しい（「うめきた」も参照）。うめきた1期再開発地区として、2013年にグランフロント大阪が開業した。2024年一部開業、2027年全面開業を目標としてうめきた2期再開発地区のグラングリーン大阪の開発が進行中である。他にも、日本最大の売上高を誇る家電量販店であるヨドバシ梅田も所在している。
2022年の公示地価では、大阪駅に近いグランフロント大阪南館（大深町4-20）が大阪市の商業地としての最高価格地点である。

## 歴史
元の町域は現在の町域の中東部の一画に過ぎなかったが、1924年に南東部の旧：北野松本町を編入、1944年に梅田貨物駅構内全域が大深町に統合された。現在の町域は、同じ旧：北野村の一部である牛丸町・佐藤町の他に、旧：下三番村の一部である中津南通や、旧：曾根崎村の一部である北梅田町を含んでいる。
旧：北梅田町に当たる大深町南西部には昔、大阪七墓の一つの梅田墓地が広範囲にわたって存在していたが、その後梅田駅（梅田貨物駅）の開業に伴い整理が行われ、現在墓地は存在していない。芝田一丁目にある北向地蔵尊は墓地の名残である。小林佐兵衛により建てられた孤児院も存在していた。また、旧：牛丸町に当たる大深町北東部は梅田堤で行われた「牛の藪入り」のあった地の一つとされている。
梅田貨物駅、梅田北ヤードの詳しい歴史については梅田信号場、梅田北ヤードの項目を参照のこと。
グランフロント大阪が開業した2013年から2017年まで大阪で最も地価が高い場所だったが、2018年に中央区の宗右衛門町に抜かれた。しかし、新型コロナウイルス感染症の世界的流行により訪日外国人観光客の入国が事実上停止した影響からインバウンド消費に支えられていた宗右衛門町などミナミの地価が大幅に下落したため、2021年に再び地価一位に返り咲いた。

### 沿革
- 1875年 - 大阪荷扱所が発足。
- 1897年 - 西成郡北野村が大阪市北区に編入される。
- 1900年04月02日 - 北野大深町の町名が誕生する。
- 1924年06月01日 - 北野松本町を編入し、北野の冠称を廃して大深町となる。
- 1928年
  - 3月31日 - 大阪鉄道局庁舎（後に大阪鉄道管理局庁舎となる、国鉄分割民営化後は1992年までJR西日本の本社ビル）竣工。
  - 12月1日 - 大阪荷扱所が梅田駅（梅田貨物駅）に改称される。
  - 住民の訴えにより全長約200mの梅田貨物駅地下トンネルが竣工。
- 1944年 - 牛丸町・中津南通・佐藤町・北梅田町の各一部を編入する。
- 1987年 - 梅田貨物駅が売却されることが決定。
- 1992年 - 国鉄清算事業の一環として旧・大阪鉄道管理局庁舎は取り壊され、敷地が売却される。
- 2001年 - 旧：大阪鉄道管理局庁舎跡にヨドバシカメラマルチメディア梅田が開店する。
- 2005年10月29日 大阪駅北地区の開発が始まる。同日、着工記念式が催された。
- 2013年03月15日 - 梅田駅（梅田貨物駅）の営業を終了。
- 2013年04月18日 - グランフロント大阪の竣工式を開催。
- 2013年04月26日 - グランフロント大阪が街開き。
- 2023年（令和5年）3月18日：大阪駅地下ホーム（21番 - 24番のりば）が梅田貨物線上に開業。特急「はるか」「くろしお」の停車駅に加わったほか、おおさか東線の終端駅となる。ならびに高架ホームとの連絡通路になる西改札口の共用を開始[広報 1]。
- 2031年（令和13年）：地下ホームに大阪市内を南北に縦断するなにわ筋線が乗り入れ、南海電鉄（南海）もなにわ筋線を通して乗り入れる予定。

### 地名の由来
町名は大阪市編入以前の西成郡北野村字大フケに由来しており、「フケ」は「深田」を略したものである。その意味は泥土の深い田を表していると考えられており、かつて梅田周辺を「埋田」と言っていた時代に由縁していると考えられている。
なお、小深町という町名もかつて存在したが、現在は芝田に編入されている。

## 世帯数と人口
2019年（平成31年）3月31日現在の世帯数と人口は以下の通りである。
| 町丁   | 世帯数  | 人口  |
| ------ | ------- | ----- |
| 大深町 | 236世帯 | 420人 |

## 学区
市立小・中学校に通う場合、学区は以下の通りとなる。北区内の全ての市立中学校と、大阪市内の小中一貫校が対象で学校選択が可能（抽選を実施）。
| 番・番地等 | 小学校             | 中学校             |
| ---------- | ------------------ | ------------------ |
| 全域       | 大阪市立扇町小学校 | 大阪市立天満中学校 |

## 事業所
2016年（平成28年）現在の経済センサス調査による事業所数と従業員数は以下の通りである。
| 町丁   | 事業所数  | 従業員数 |
| ------ | --------- | -------- |
| 大深町 | 577事業所 | 19,058人 |

## 施設

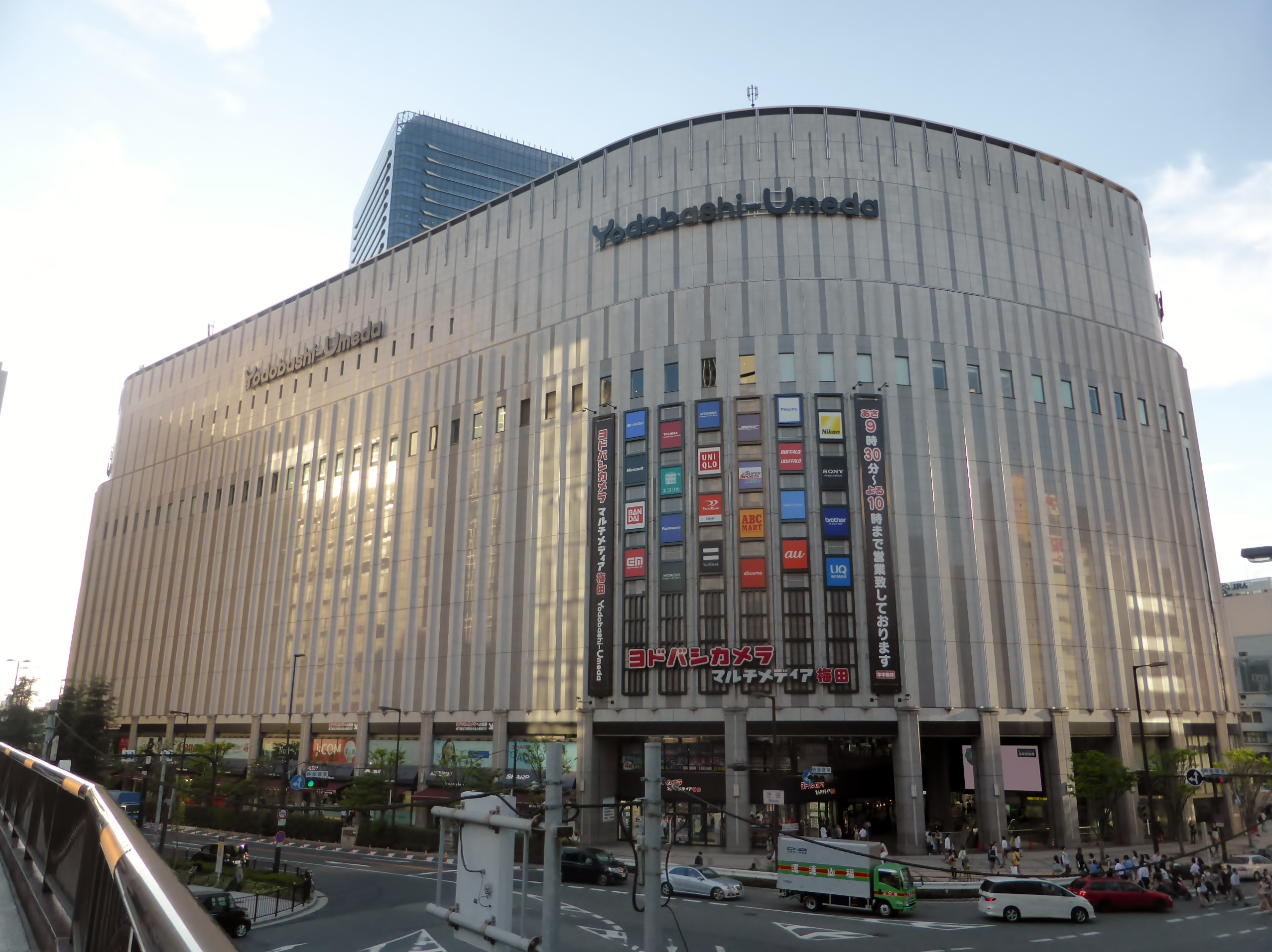
ヨドバシ梅田

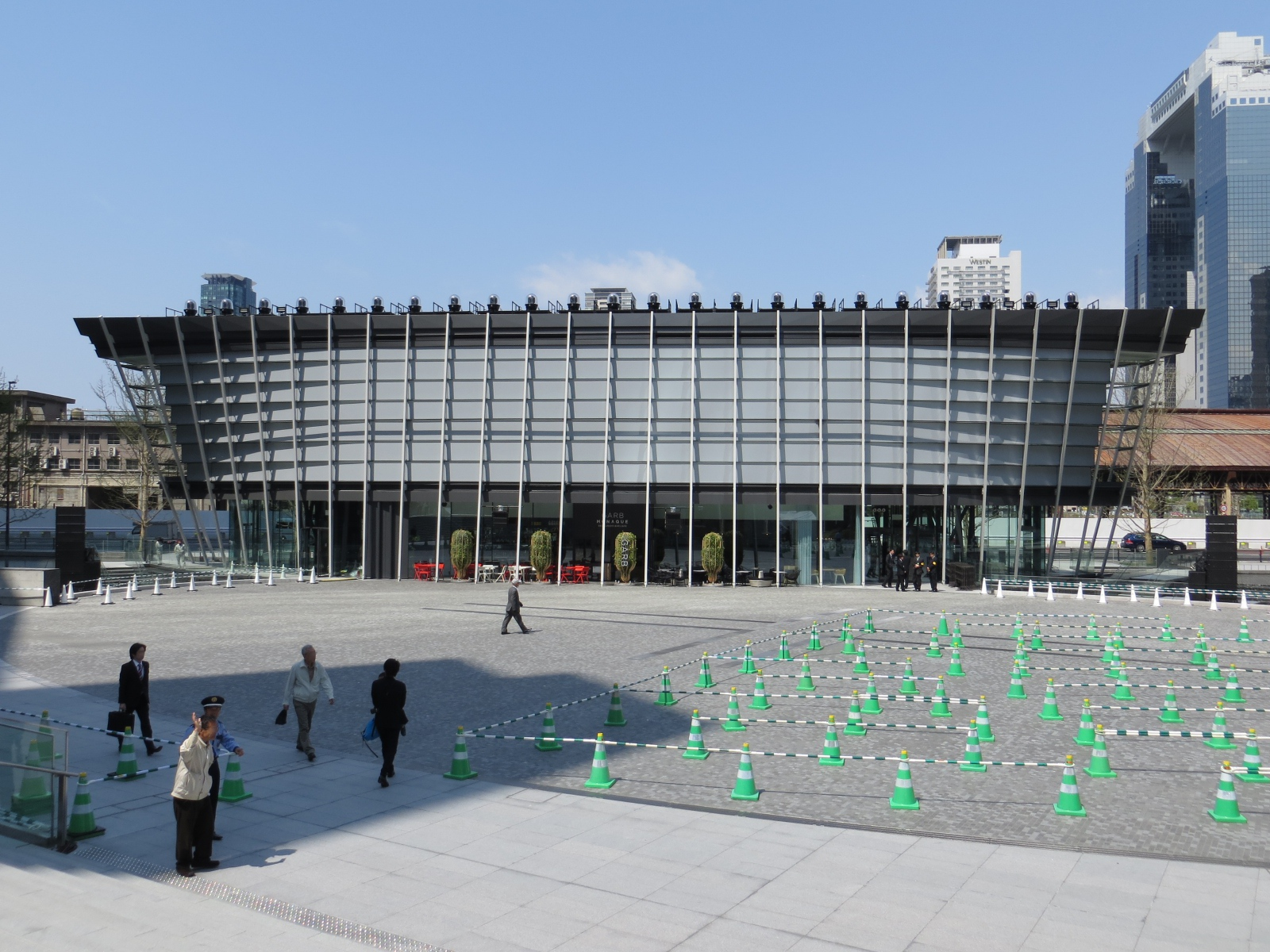
うめきた広場

- グランフロント大阪
- グラングリーン大阪
- ヨドバシカメラマルチメディア梅田

## 交通

### 鉄道
- JR大阪駅
- 阪急大阪梅田駅
- 地下鉄御堂筋線梅田駅

### 道路
国道
- 国道176号

## その他

### 日本郵便
- 〒530-0011[3]（集配局：大阪北郵便局[8]）